# Castello di Pendennis

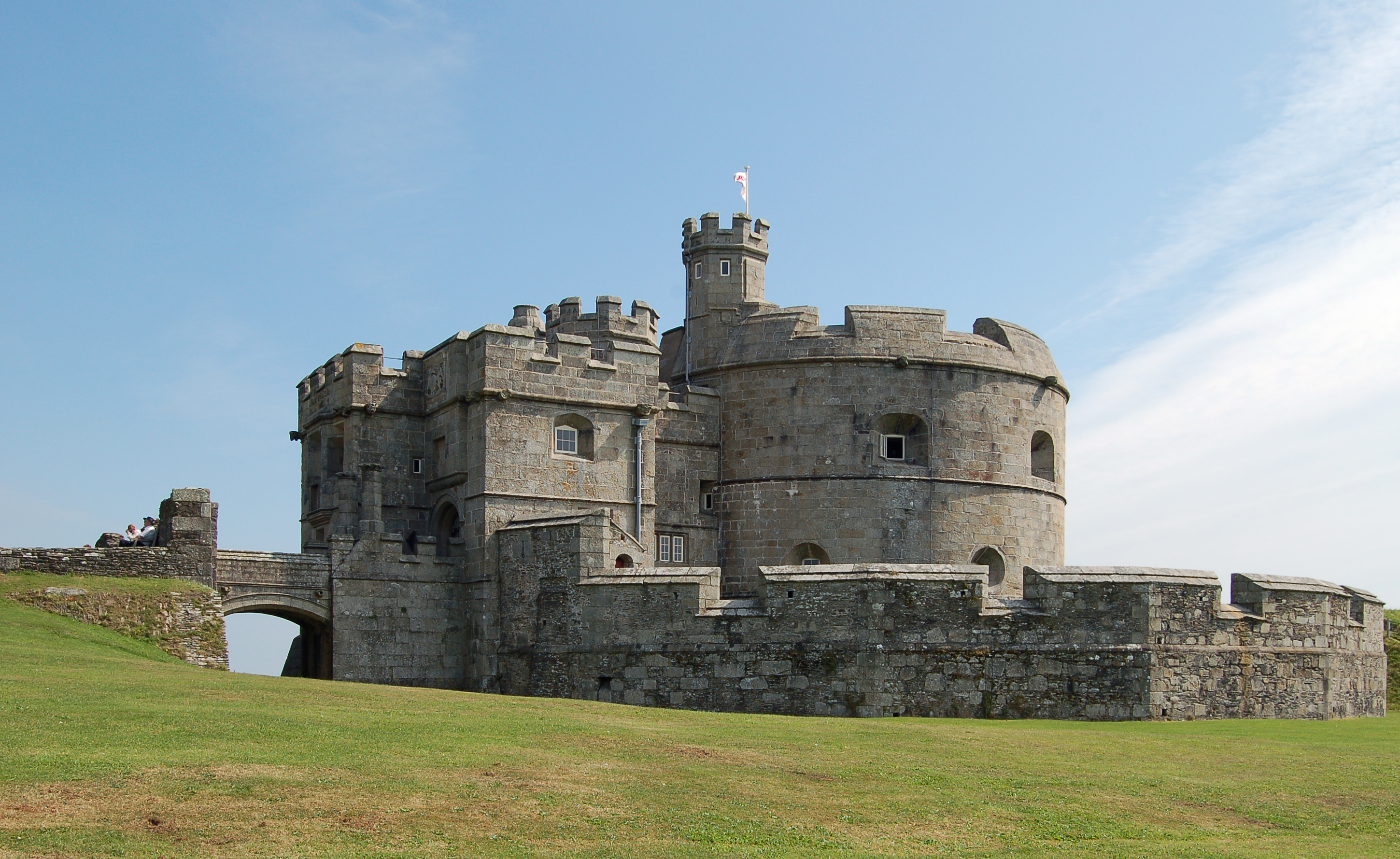
Falmouth (Cornovaglia, Inghilterra): il Pendennis Castle

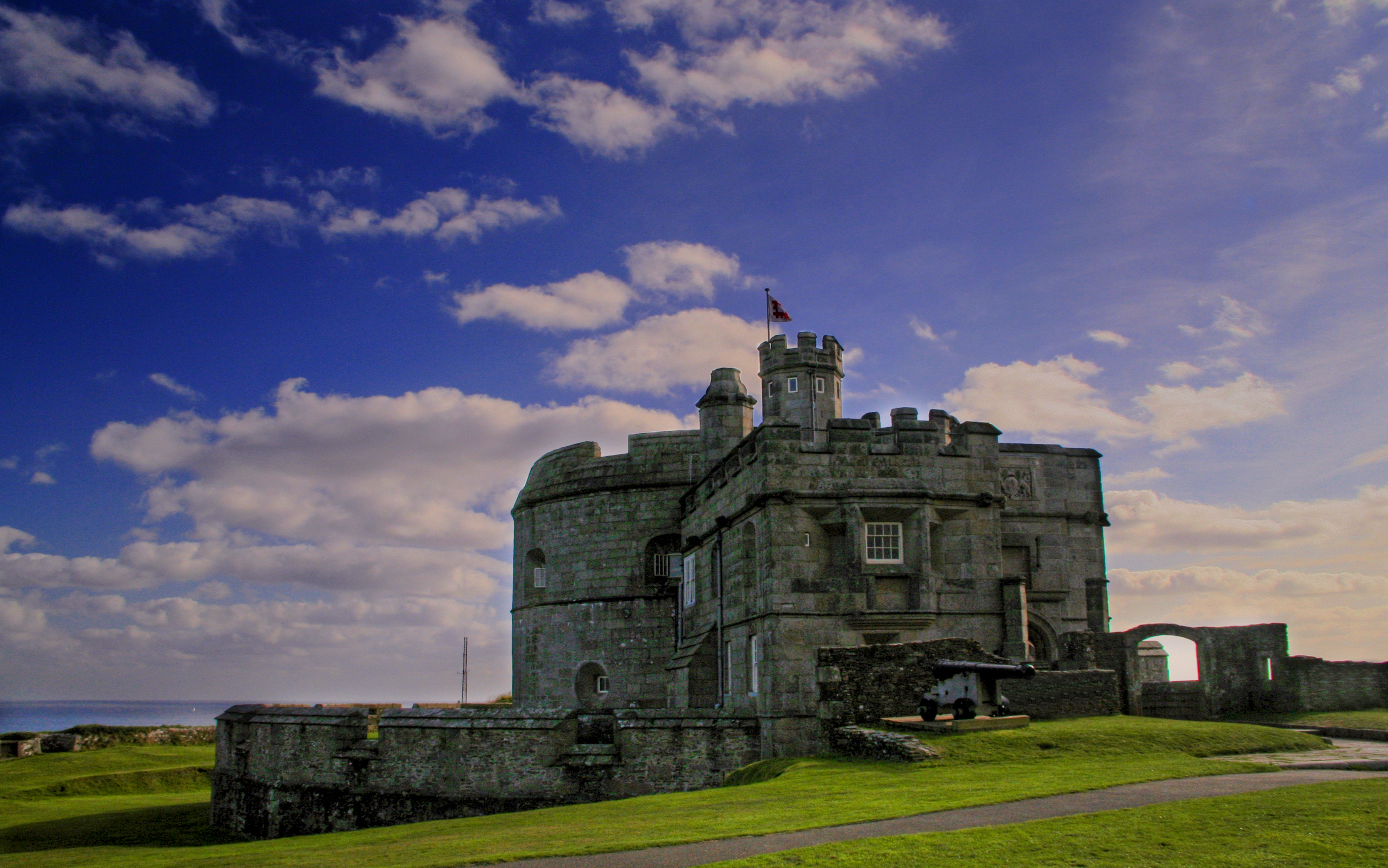
Il Pendennis Castle al tramonto

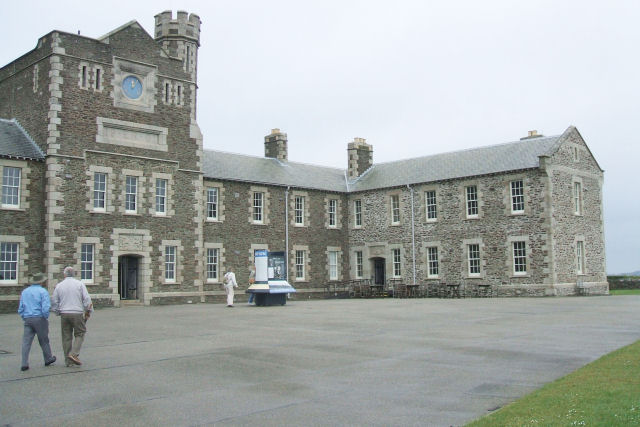
Un'ala del castello

Il castello di Pendennis (in Lingua inglese: Pendennis Castle; in lingua cornica: Kastell Penndinas) è un castello fortificato che si erge sul Pendennis Point, a Falmouth, in Cornovaglia (Inghilterra sud-ovest), e che fu fatto costruire tra il 1540 e il 1545 da Enrico VIII. Si tratta della più grande fortezza di tutta la contea, nonché di una delle più grandi fatte costruire da Enrico VIII e di una delle ultime fortezze reali ad essere caduta nelle mani dei repubblicani durante la guerra civile inglese.

## Ubicazione
Il castello si trova lungo l'estuario del fiume Fal, giusto di fronte al Castello di St Mawes, situato sulla sponda opposta.

## Caratteristiche
All'interno del castello, si può visitare, tra l'altro, una cucina Tudor, una guardina della prima guerra mondiale, ecc., ecc.
L'edificio ospita una collezione di cartoni animati risalenti al periodo della seconda guerra mondiale e realizzati da George Butterworth (1905-1988).
Nei mesi di luglio e agosto, viene fatto sparare ogni giorno uno dei cannoni del castello, chiamato Noonday Gun.
|  |  |

## Storia
L'edificio fu voluto da Enrico VIII per difendere l'accesso alle Carrick Roads in caso di tentativi di invasione da parte di Francesi e Spagnoli, invasione minacciata dopo il suo divorzio con la prima moglie, la cattolica Caterina d'Aragona, avvenuto dopo il 1530.
I primi due forti furono costruiti tra il 1540 e il 1545.
In seguito agli attacchi avvenuti tra anni prima sulla Mount's Bay (in particolare nelle località di Newlyn e Penzance) da parte di Francesi e Spagnoli, nel 1598, sotto il regno di Elisabetta I, fu aggiunta un'ulteriore muraglia difensiva.
Nel 1646, nel corso della guerra civile inglese e dopo sei mesi di assedio, il castello cadde nelle mani delle forze repubblicane. Il comando della guarnigione fu preso dall'ottantenne John Arundel, assistito da Henry Killigrew MP.
Durante la seconda guerra mondiale, il castello fu utilizzato come centro di comando per la Cornovaglia.